# ポケットペア
株式会社ポケットペア（英: Pocketpair, Inc.）は、東京都品川区に本社を置く日本のゲーム開発会社。2015年に溝部拓郎によって設立された。同社は『クラフトピア』や『パルワールド』といった作品で知られる。
同社の1作目は2019年にリリースしたカードアクションゲーム『オーバーダンジョン』だった。2020年にはオープンワールド・サバイバルクラフトゲーム『クラフトピア』をリリースし、2021年には『パルワールド』を発表した。しかし同作は開発が遅れ、2022年に3作目となる『AIアートインポスター』をリリースした。2024年には3年の開発を経て『パルワールド』をリリースした。

## 歴史
ポケットぺアは2015年に溝部拓郎によって設立された。溝部は東京工業大学在学中に任天堂のゲームセミナーでインターンシップに参加し、大学卒業後はJPモルガン・チェースに就職するもすぐに退職し、Coincheckの立ち上げやWebサービスの運営に携わっていた。当初の開発メンバーのうち半分は溝部が任天堂のゲームセミナーで出会った友人で、もう半分が大学の後輩だった。
ポケットペアは2019年にカードアクションゲームである『オーバーダンジョン』(Overdungeon) をリリースした。同作は『Slay the Spire』と『クラッシュ・ロワイヤル』というカードゲームを融合させるという着想をもとに開発された。同作は2018年11月にポケットぺアによって早期アクセス配信が始まり、2019年に中国のパブリッシャーであるLeiting Gamesより販売が開始された。しかし、パブリッシャーとの契約などが関係して同作のアップデートに着手することができず、ポケットペアはアップデートを諦めて2作目である『クラフトピア』(Craftopia) の開発を開始した。
ゲームを融合させるという着想で開発された『オーバーダンジョン』での経験をもとに、『クラフトピア』ではより多くのゲームの要素を入れるという着想で開発を行い、『ゼルダの伝説 ブレス オブ ザ ワイルド』や『Minecraft』、『ARK: Survival Evolved』などの作品の要素を用いた。2020年9月には『クラフトピア』の早期アクセス配信を開始した。
ポケットぺアは『クラフトピア』の早期アクセス配信の半年後に『パルワールド』の開発を開始した。同作の開発でポケットペアは人員を大幅に増やした。『パルワールド』は2021年6月にINDIE Live Expoで発表された。当時は発表から1年ほどで完成させる方針だったが、開発の遅れから延期した。その間にあたる2022年11月には同社はスマートフォンに対応した作品である『AIアートインポスター』をリリースした。また、2023年5月には2Dアクションゲームであり、ポケットペアの社内スタジオであるFrontside 180 Studioが開発する『Never Grave: The Witch and The Curse』を発表した。『パルワールド』の開発は2023年8月をめどに行われたものの再び延期し、同年11月にネットワークテストを実施したのちに2024年1月に早期アクセス配信が開始された。
2024年9月19日、同社のゲームタイトル『パルワールド』について、複数の特許権を侵害しているとして、任天堂および株式会社ポケモンが特許権の侵害訴訟を東京地方裁判所に提起。

## 製品
| 年   | タイトル                             | パブリッシャー | プラットフォーム                   | 出典   |
| ---- | ------------------------------------ | -------------- | ---------------------------------- | ------ |
| 2019 | オーバーダンジョン                   | Leiting Games  | Windows                            | [ 3 ]  |
| 2020 | クラフトピア                         | ポケットペア   | Xbox One、Xbox Series X/S、Windows | [ 7 ]  |
| 2022 | AIアートインポスター                 | ポケットペア   | Android、iOS、Windows              | [ 11 ] |
| 2024 | パルワールド                         | ポケットペア   | Xbox One、Xbox Series X/S、Windows | [ 8 ]  |
| 未定 | Never Grave: The Witch and The Curse | ポケットペア   | Windows（予定）                    | [ 12 ] |